# Питома продукція
Пито́ма проду́кція (С) — продукція за одиницю часу в перерахунку на одиницю  біомаси (В), що продукуєтьмя  біосистемою. Причому розрахунок питомої продукції ведеться обов'язково на одиницю середньої біомаси. Залежно від обраної одиниці часу отримують годинну, добову, місячну питому продукцію. Найбільш прийнятним порівняльним показником є добова питома продукція, причому порівнюватися можуть тільки системи одного типу: особини з особинами, популяції з популяціями.

## Історія
Ввівши поняття питомої продукції, Заїка В. Є. тим самим відійшов від використання терміна «Р/В коефіцієнт». Цей показник вперше використовував Р. Демоль (Demoll, 1927), маючи на увазі відношення продукції тварин до біомаси харчових організмів. Коефіцієнт Р/В як відношення продукції до біомаси цієї ж системи ввів Л. А. Зенкевич (1940) для грубої оцінки річної продукції великих угруповань та груп, таких як планктон, бентос, риби (продукцію оцінювали за рік, а потім ділили на біомасу, отримуючи річний Р/В коефіцієнт). При використанні цього показника для великих проміжків часу, і відносячи продукцію то до середньої, то до початкової, то до мінімальної біомаси за рік, дослідники одержували незрівнянні, заплутані результати. В даний час рекомендується обчислювати Р/В коефіцієнт для можливо більш коротких відрізків часу і при цьому відносити продукцію до середньої біомаси. Деталізація досліджень дозволила встановити, що добова величина Р/В коефіцієнта популяції являє собою середньозважену величину добових питомих вагових приростів всіх особин популяції, включаючи генеративні продукти і прижиттєво відчужувану речовину. Отже, про величину Р/В популяції можна судити за даними про швидкість росту особин і вікову структуру популяції.

## Характеристика
Р/В коефіцієнт і питома продукція популяції залежать від конкретних умов проживання в даному районі і визначаються в залежності від впливу цих умов, по-перше, на вікову структуру популяції, по-друге, на питому продукцію особини. Вікова структура популяції залежить як від внутрішньопопуляційних процесів, так і від міжпопуляційних взаємодій (величини преса хижаків, конкурентів тощо). На питому продукцію особини найбільшою мірою впливають абіотичні чинники середовища через вплив на швидкість росту, утворення генеративних продуктів, рівень споживання їжі і т. д. В сукупності вплив факторів середовища на питому продукцію не однозначний через інтегральність даного показника, тому часто буває важко визначити функціональні залежності від цих факторів. Тим не менш, практичні дані дозволяють зробити висновок про те, що в межах оптимальних температур питома продукція зростає з підвищенням температури і знижується в міру збільшення маси особини, тривалості життя (Дулепов, 1995).
За Р/В коефіцієнтом, розрахованим для невеликих проміжків часу, і питомій продукції як найбільш стійких показниках, можна порівнювати продукційні можливості популяцій, видів в ареалі.